# Medalla al Valor (Rusia)
La Medalla al Valor (en ruso: Медаль «За отвагу») es una condecoración estatal de la Federación de Rusia que se retuvo del sistema de premios de la Unión Soviética después de la disolución de la URSS.

## Historia
La Medalla al valor fue establecida por decisión del Presídium del Sóviet Supremo de la URSS el 17 de octubre de 1938 y otorgada a soldados del Ejército, la Armada, las tropas fronterizas e internas soviéticas y otros ciudadanos de la URSS, así como a las personas que no sean ciudadanos de la URSS, por el coraje y la valentía personales demostrados en combate contra los enemigos de la patria socialista, mientras protegían la frontera estatal de la URSS, durante el desempeño de deberes militares en circunstancias que impliquen un riesgo para la vida.
Las primeras tres Medallas al Valor se otorgaron solo tres días después a tres guardias fronterizos por actos de valentía durante la Batalla del Lago Jasán. Más de 4,2 millones fueron otorgados durante la Gran Guerra Patria. Desde su creación en 1938 hasta la caída de la Unión Soviética en 1991, se entregaron 4.569.893 medallas, muchas a título póstumo.
Por Decreto Presidencial N.º 442 del 2 de marzo de 1994, la Federación de Rusia retuvo la Medalla al Valor después de la disolución de la Unión Soviética, con el mismo diseño básico excepto por la leyenda «URSS» (en ruso, CCCP) en el anverso inferior. Sus criterios de adjudicación fueron modificados en tres ocasiones por tres Decretos Presidenciales separados, N.º 19 del 6 de enero de 1999, N.º 444 del 17 de abril de 2003 y N.º 1099 del 7 de septiembre de 2010.
Por Decreto del Presidente de Rusia del 13 de noviembre de 1993, los primeros en recibir la nueva Medalla de la Federación de Rusia Al Valor fueron soldados de la 3.ª Brigada Independiente de Propósitos Especiales del GRU, por realizar misiones especiales de combate en la República de Tayikistán.

## Estatuto de concesión de la medalla
La Medalla al Valor se otorga al personal militar, así como a los empleados civiles del Ministerio del Interior de la Federación de Rusia, del Servicio Estatal de Bomberos del Ministerio de Defensa Civil, Emergencias y Eliminación de Consecuencias de Desastres Naturales de Rusia y otros ciudadanos por el coraje y valentía demostrados en combate en defensa de la Patria y de los intereses públicos de la Federación Rusa; al realizar tareas especiales para garantizar la seguridad pública de la Federación de Rusia; mientras protegen las fronteras estatales de la Federación de Rusia; en el desempeño de deberes militares, oficiales o civiles mientras se protegen los derechos constitucionales de los ciudadanos y en otras circunstancias que impliquen un riesgo para la vida.
La Medalla se lleva en el lado izquierdo del pecho y, en presencia de otras órdenes y medallas de la Federación de Rusia, se colocaba después de la Medalla de la Orden al Mérito de la Patria de 2.do grado.
Cada medalla se entrega con un pequeño certificado de premio, este certificado se presentaba en forma de una pequeña libreta de cuero de 8 cm por 11 cm con el nombre del premio, los datos del destinatario, un sello oficial y una firma en el interior.

## Descripción

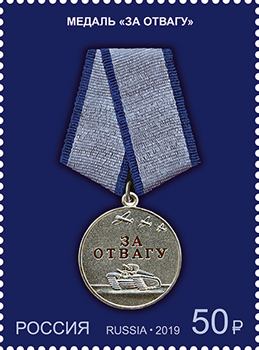
Medalla al Valor en un sello de correos de Rusia de 2019

Es una medalla de plata circular de 34 mm de diámetro con un borde elevado por ambos lados.
En el anverso, en la parte superior hay tres aviones volando de derecha a izquierda. Debajo de las aeronaves está la inscripción impresa y esmaltada en rojo en dos líneas «Al Valor» (en ruso, «ЗА ОТВАГУ») y debajo de la inscripción hay un tanque (un T-35) con su esquina delantera izquierda más cercana al frente. La variante soviética tenía la inscripción adicional impresa y esmaltada en rojo «URSS» («CCCP» en ruso) debajo del tanque, justo arriba y siguiendo la curvatura del borde inferior del anverso de la medalla, la medalla actual no tiene tal inscripción. El reverso de la medalla es sencillo excepto por una letra «N» en relieve seguida de una línea horizontal en la mitad inferior reservada para el número de serie del premio y la marca del fabricante debajo de la inscripción.
La medalla está conectada con un ojal y un anillo a un bloque pentagonal cubierto con una cinta gris muaré de seda azul de 24 mm de ancho con una franja azul de 2 mm en el borde a cada lado. El premio soviético original (1938 a 1943) colgaba de una pequeña montura cuadrada cubierta con una cinta roja.

## Medallas y cintas
Durante su existencia en la URSS y la Federación de Rusia, la medalla ha sufrido varios cambios de apariencia. En 1943 recibió un bloque de cinco puntas, en 1992 perdió la inscripción "URSS". El último cambio importante fue en 1994, cuando su tamaño se redujo de 37 mm a 34 mm. Además, de 1994 a 1995, la medalla se fabricó a partir de una aleación de cobre y níquel.
| Medalla soviética (1938-1943)   | Medalla soviética (1943-1991) | Medalla rusa (1991-1994) | Medalla rusa (1994-presente) |
| ------------------------------- | ----------------------------- | ------------------------ | ---------------------------- |
|                                 |                               |                          |                              |
| Cinta común a todos los modelos |                               |                          |                              |
|                                 |                               |                          |                              |